# مصباح المتهجد (كتاب)
مِصباحُ المُتَهجِّد وسلاحُ المُتَعَبّد ويعرف أيضاً بـ(المصباح الكبير) ، ألفه الشيخ الطوسي في موضوع الأدعية والزيارات والصلوات وبعض الاحكام الفقهية . يُعد هذا الكتاب من المصادر المعتمدة لدى الشيعة في فنّه ومجاله . أورد فيه الشيخ الأعمال المستحبة في أهم أيام السنة وساعاتها . ولقد حظي هذا الكتاب باهتمام علماء الشيعة المتقدمين والمتأخرين .

## حول مؤلف الكتاب
هو محمد بن الحسن الطوسي المتوفى سنة 460 هـ، المشهور بـ شيخ الطائفة والشيخ الطوسي وأحياناً ينفرد بالشيخ للتعريف به . يُعد أحد أقطاب فقهاء الشيعة ومحدثيهم وله آراء في الفقه والأصول والرجال عليها المعتمد، له تأليفات عديدة ومهمة وفي مجالات مختلفة، ومن أهمها : تهذيب الأحكام الاستبصار المبسوط في الفقه ، وله تأليفات أيضاً في علم کلام والتفسير والرجال .

## تاريخ تأليف المصباح
حين دخل الشيخ الطوسي مدينة بغداد عام 408 هـ، استفاد من مكتباتها العلمية وخصوصاً مكتبة أستاذه الشريف المرتضى والتي أحرقت في سقوط بغداد على يد المغول بقيادة هولاكو، وضاع منها الكثير إن لم يكن أكثر تراث الشيعة. ولقد جمع الشيخ كتابه المصباح من مجموعة من المصادر التي ليس لها وجود اليوم بعد الذي تعرضت له، وعنون فيه للأدعية والزيارات والصلوات والتعقيبات والأحكام وغيرها.

## محتويات المصباح
1. الطهارة وكيفيتها وأحكامها بما فيها الأغسال المسنونة والواجبة، و غسل الميت ، و التيمم ، وأحكام المياه .
2. فصل في ذكر حصر العبادات .

1. الصلاة وذكر شروطها وآدابها بما فيها الصلوات المفروضة والمندوبة ، وصلوات أخرى ومنها : الصلاة في أول كل شهر، و صلاة الاستسقاء ، و صلوات الحوائج ، و صلوات الاستخارة .
2. التعقيبات بعد كل صلاة .
3. أعمال الأسبوع وما يستحب فعله كل يوم .
4. أدعية الاسبوع، وأدعية الأيام، وأدعية الساعات، والأدعية الخاصة مثل : دعاء ختمة القرآن .
5. العوذة والتسبيحات .
6. الأعمال الخاصة بكل شهر :

- ابتدأها بشهر رمضان ، وفصّل فيه بذكر أحكامه، وما يقال عند الالإطار، وأدعية الأيام والليالي فيه، وأدعية السحر، وأدعية العشر الأواخر، والاعتكاف فيه، وما يقال في وداع شهر رمضان، وما يستحب فعله ليلة الفطر ويوم الفطر .
- بعده تناول ذي القعدة وذي الحجة وخص منه ليوم الغدير ما فيه من أعمال، و يوم المباهلة .
- ثم شهر المحرم وما فيه من أعمال وخاصة زيارة عاشوراء .
- ثم شهر صفر ، وتطرق لزيارة الأربعين .
- ثم ربيع الأول ، و ربيع الآخر ، و جمادى الأولى وجمادى الآخرة ،، رجب وتكلم عن العمل في أول ليلة وأول يوم ويوم النصف منه، والزيارات الواردة فيه .
- ثم شعبان وما يقال في كل يوم منه، وليلة النصف منه وما فيها من أعمال خاصة .

## قيمة الكتاب العلمية
يُعد مصباح المتهجد من المصادر المهمة، خصوصاً في الحديث، فإن جميع من جاء بعد الشيخ قد أخذ عنه، مثل : السيد ابن طاووس وأحمد بن فهد الحلي والشيخ الكفعمي والشيخ عباس القمي وغيرهم .
كما ان بعض علماء الطائفة قام بتلخيصه وآخر قام بشرحه .

### شرح المصباح
- قام السيد بهاءالدین علي بن عبد الكريم النيلي بشرحه وسماه (إيضاح المصباح) .

### تلخيص المصباح
قام الشيخ الطوسي نفسه بتلخيص الكتاب بعدما لقي من الاحتفاء والقبول فسمّاه (المصباح الصغير)  ، كما قام آخرون أيضاً بتلخيص المصباح، ومنهم :
- الشیخ نظام الدین سليمان بن الحسن الصهرشتي سماه (قبس الإصباح في تلخيص المصباح).[2]
- العلامة الحلي لخصه بطلب من الوزير محمد بن قوهدي فسماه (منهاج الصلاح في مختصر المصباح) وضم له في آخره الباب الحادي عشر وهو دورة عقائدية كلامية.[3]
- السيد علي بن الحسين باقي القرشي تالمشهور بابن باقي سماه (اختیار المصباح) [4]

## انظر أیضا
دعاء أبي حمزة الثمالي